# St. George (Louisiana)
St. George je město ve Spojených státech amerických. Nachází se ve státě Louisiana. Ve městě žije přibližně 86 tisíc obyvatel a jeho rozloha činí 155,4 km². Vzniklo v roce 2019 a k roku 2025 bylo nejnovějším nově vzniklým městem v Louisianě. Je šestým nejlidnatějším městem ve státě. Leží jihovýchodně od Baton Rouge, hlavního města Louisiany. 